# Эпштейн, Юлиус
Ю́лиус Э́пштейн (нем. Julius Epstein; 7 августа 1832, Аграм — 3 марта 1926, Вена) — австрийский пианист, педагог.

## Биография
Юлиус Эпштейн родился в Аграме в семье хорватских евреев, учился у местного хормейстера Ватрослава Лихтенеггера, а с 1850 года в Вене изучал композицию у Иоганна Руфиначи и фортепиано у Антона Хальма. В 1852 году он начал концертировать и пользовался успехом, однако наибольшую известность снискал как педагог: в 1867—1901 годах Эпштейн был профессором фортепиано в Венской консерватории, где среди его учеников были Благое Берса, Игнац Брюль, Марчелла Зембрих, Густав Малер, Рихард Роберт, Джино Тальяпьетра и многие другие.
Ученицей Эпштейна была и Ольга Визингер-Флориан, которая вынуждена была бросить занятия музыкой из-за болезни рук и стала известной художницей. С Эпштейном был дружен Иоганнес Брамс.
Под редакцией Эпштейна вышли издания фортепианных сонат Бетховена, фортепианных сочинений Мендельсона, «Критически выверенное полное собрание сочинений» (нем. Kritisch Durchgesehene Gesammtausgabe) Франца Шуберта и других.

## Семья
Дети Эпштейна также стали музыкантами. Дочери Рудольфина (виолончелистка) и Эжени (скрипачка) в 1876—1877 годах совершили успешное турне по Германии и Австрии, но наиболее известен их брат — пианист Рихард Эпштейн, ставший также, как и отец, профессором фортепиано в Венской консерватории.